# Cessna AC-208B Combat Caravan
Cessna AC-208B Combat Caravan – лёгкий штурмовик разработанный компанией Alliant Techsystems по контракту с правительством США для перевооружения ВВС Ирака. Создан на базе одномоторного турбовинтового самолёта общего назначения Cessna 208B Grand Caravan.

## Бортовое радиоэлектронное оборудование

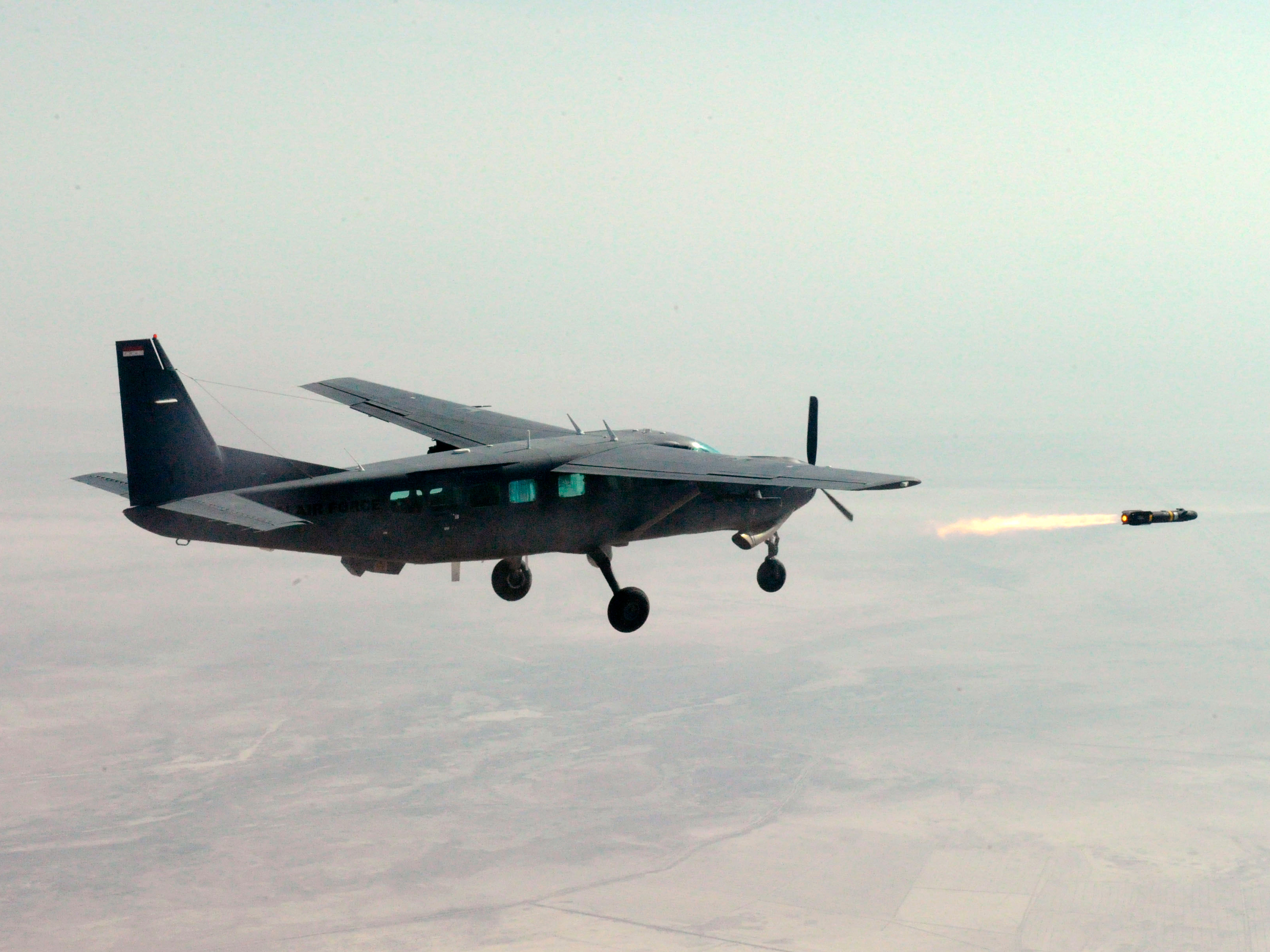
Самолёт Cessna AC-208B ВВС Ирака запускает ракету AGM-114 Hellfire.

БРЭО позволяет выполнять задачи видовой оптоэлектронной воздушной разведки и применять авиационные средства поражения. В его состав входят: малогабаритное цифровое вычислительное устройство, оптоэлектронная система (цветная камера дальнего обнаружения, ИК-камера, лазерный дальномер и лазерный целеуказатель), 18-дюймовый индикатор тактической обстановки, цветные ЖК-дисплеи, аппаратура линии передачи данных на наземные командные пункты, УКВ радиостанция и т.д.

## Вооружение
Две ракеты AGM-114М Hellfire или AGM-114К Hellfire класса «воздух – земля», подвешенные на подкрыльевых пилонах. Кабина оборудована баллистическими панелями для защиты экипажа и пассажиров от стрелкового оружия.

### Технические характеристики
- Экипаж: 2 человека (лётчик и оператор)
- Длина: 11,46 м
- Размах крыла: 15,88 м
- Высота:  4,32 м
- Площадь крыла: 25,96 м²
- Профиль крыла:
- Масса пустого: 1752 кг
- Масса снаряженного:  кг
- Нормальная взлетная масса:  кг
- Максимальная взлетная масса: 3629 кг
- Двигатель ТВД PT6A-114A
- Мощность: 503 кВт

### Лётные характеристики
- Максимальная скорость: 352 км/ч 
  - у земли:  км/ч
  - на высоте:  км/ч[уточнить]
- Крейсерская скорость: 341 км/ч
- Практическая дальность: 1797 км
- Практический потолок: 8420 м
- Скороподъёмность: м/с
- Нагрузка на крыло: кг/м²
- Тяговооружённость:  Вт/кг
- Максимальная эксплуатационная перегрузка: g

### Вооружение
- Пушечно-пулемётное:
- Ракетное: AGM-114М/К Hellfire 2 шт.
- Бомбовая нагрузка: кг